# Chrysosporium merdarium
Chrysosporium merdarium är en svampart som först beskrevs av Christian Gottfried Ehrenberg, och fick sitt nu gällande namn av J.W. Carmich. 1962. Chrysosporium merdarium ingår i släktet Chrysosporium och familjen Onygenaceae.   Inga underarter finns listade i Catalogue of Life.